# Leptops occidentalis
Leptops occidentalis là một loài tò vò trong họ Ichneumonidae.